# Jüdisches Krankenhaus (Biała Podlaska)

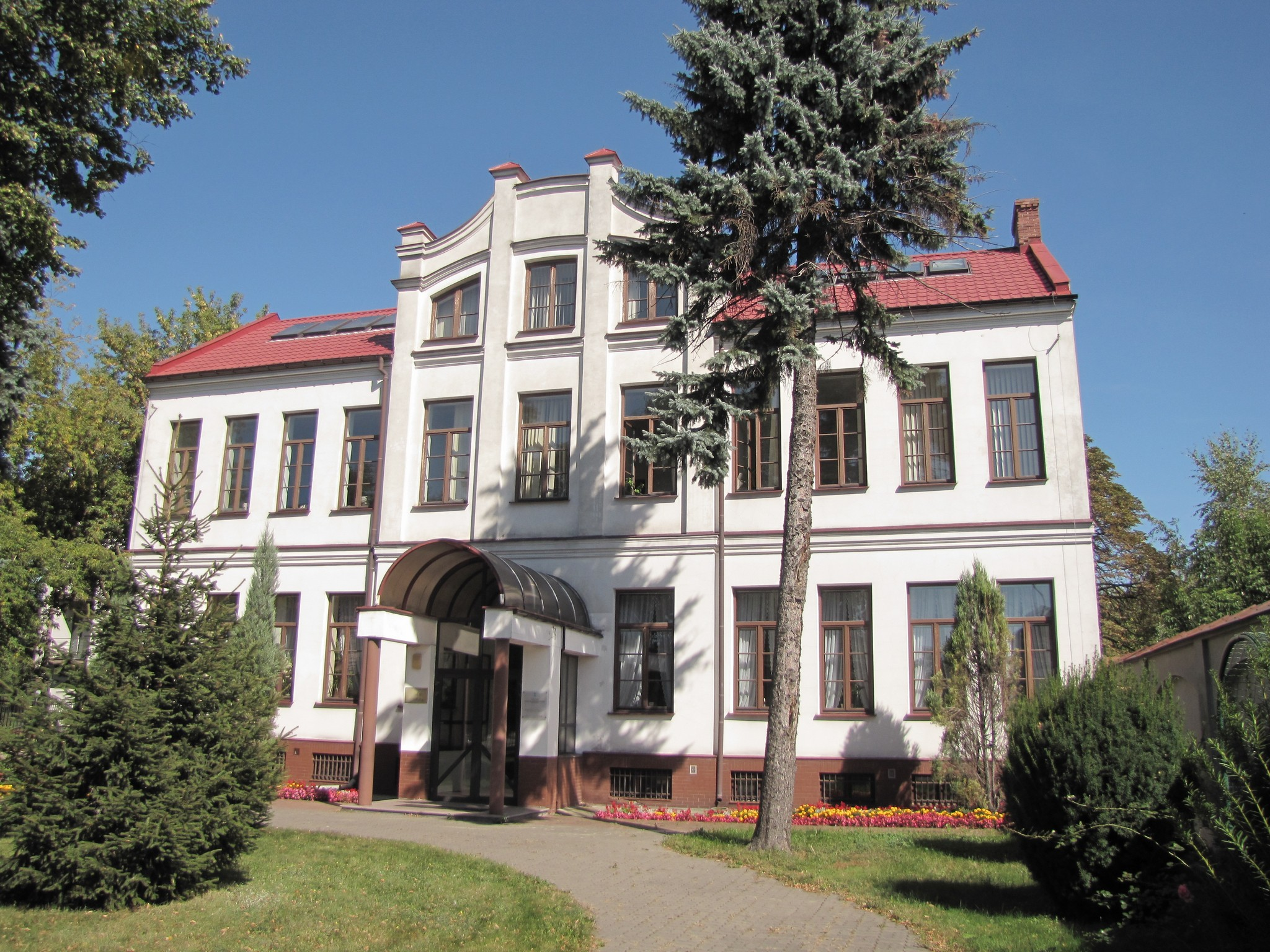
Ehemaliges jüdisches Krankenhaus in Biała Podlaska

Das Jüdische Krankenhaus in Biała Podlaska, einer polnischen Stadt in der Wojewodschaft Lublin, wurde Anfang des 19. Jahrhunderts errichtet. Das Gebäude ist seit 1994 ein geschütztes Kulturdenkmal.
Die Finanzierung des Krankenhauses, das von der jüdischen Gemeinde verwaltet wurde, konnte durch die Stiftung von Szmul Piżyc ermöglicht werden. Das Krankenhaus durfte nur jüdische Bürger behandeln. Es existierte bis in die 1930er Jahre.
Heute wird das Krankenhausgebäude als Verwaltungsgebäude genutzt. 